# Andy Coan
Andrew B. Coan (4 mars 1958 - 20 mars 2017) est un nageur libre américain.

## Biographie
En 1975, à l'âge de 17 ans, alors qu'il représente le lycée de Pine Crest lors d'une compétition de natation de l'Amateur Athletic Union, Coan bat le record du monde du 100 mètres nage libre de Jim Montgomery, vieux de 12 jours.
Plus tard cette année-là, sous la direction de Jack Nelson, Coan remporte trois médailles d'or aux Championnats du monde 1975 à Cali, en Colombie. Il en remporte deux en tant que membre des équipes américaines de relais 4 x 100 mètres nage libre et 4 x 100 mètres quatre nages et remporte la troisième dans l'épreuve individuelle du 100 mètres nage libre.
Il continue sur sa lancée aux Championnats nationaux de natation des États-Unis de 1975, où il obtient une médaille d'or dans l'épreuve du 100 mètres nage libre.
Après avoir obtenu son diplôme de Pine Crest en 1976, Coan étudie à l'Université du Tennessee grâce à une bourse de natation. Là-bas, sa domination en nage libre se poursuit, puisqu'il remporte sept championnats nationaux de la NCAA, sur 50 et 100 mètres nage libre. Il est également membre de quatre équipes de relais 4 x 100  mètres nage libre de l'Université du Tennessee pour le championnat NCAA, remportant le 200 mètres nage libre. Coan bat quatre records américains alors qu'il est à l'Université du Tennessee, sur 50 mètres nage libre, sur 100 mètres nage libre, sur 200 mètres nage libre et en relais 4x50 mètres nage libre. En 1978, lors de sa deuxième année, il mène les Tennessee Volunteers au championnat NCAA et est nommé athlète de l'année de l'université. Coan entraîne ensuite l'équipe rivale du lycée Pine Crest, Saint Andrews de Boca Raton, en collaboration avec l'entraîneur Sid Cassidy.
Coan ne participe pas aux Jeux olympiques d'été de 1980 en raison du boycott des États-Unis pour protester contre l'invasion soviétique de l'Afghanistan.
Coan est intronisé au Temple de la renommée sportive du lycée Pine Crest.
Coan est temporairement paralysé par le syndrome de Guillain-Barré en 2014-2015 et décède d'un cancer du foie le 20 mars 2017 à Boca Raton, en Floride.

## Palmarès

### Championnats du monde
- Championnats du monde 1975 à Cali (Colombie) :
  -  Médaille d'or sur 100 m nage libre
  -  Médaille d'or sur le relais 4 × 100 m nage libre
  -  Médaille d'or sur le relais 4 × 100 m quatre nages

### Universiade
- Universiade d'été de 1977 à Sofia (Bulgarie) :
  -  Médaille d'or sur le relais 4 × 100 m nage libre
  -  Médaille d'or sur 100 m nage libre